# Achaetobotrys affinis
Achaetobotrys affinis är en svampart som först beskrevs av L.R. Fraser, och fick sitt nu gällande namn av Bat. & Cif. 1963. Achaetobotrys affinis ingår i släktet Achaetobotrys och familjen Antennulariellaceae.   Inga underarter finns listade i Catalogue of Life.